# Dopesick - Dichiarazione di dipendenza
Dopesick - Dichiarazione di dipendenza (Dopesick) è una miniserie drammatica statunitense sviluppata da Danny Strong. La serie è ispirata al libro bestseller scritto da Beth Macy Dopesick: Dealers, Doctors and the Drug Company that Addicted America.
La serie, composta da otto episodi, è stata resa disponibile a partire dal 13 ottobre 2021 su Hulu. In Italia è stata distribuita da Disney+, come Star Original, a partire dal 12 novembre 2021.

## Trama
La serie racconta la lotta contro la dipendenza da oppioidi negli Stati Uniti, per descrivere i presunti conflitti di interesse tra varie agenzie governative - principalmente la FDA e il DOJ - contro la Purdue Pharma e, infine, sulla causa legale contro la stessa Purdue Pharma per le svariate illegalità occorse durante lo sviluppo, il test e commercializzazione del farmaco denominato OxyContin.
La narrazione ripercorre le vicende reali a partire dai primi anni '90, fino ai primi anni 2000 - attraverso diversi personaggi e storie, partendo dalle miniere della Virginia fino al processo operato dalla Procura Federale dello Stato di Washington e del Connecticut.

## Produzione

### Sviluppo
Il 17 giugno 2020 è stato annunciato che Hulu aveva ordinato la produzione di una serie limitata composta da otto episodi basata sul libro Dopesick: Dealers, Doctors and the Drug Company that Addicted America di Beth Macy . La serie è stata sviluppata da Danny Strong che è anche produttore esecutivo insieme a Michael Keaton, Warren Littlefield, John Goldwyn, Beth Macy, Karen Rosenfelt e Barry Levinson che ha diretto gli episodi. La serie è prodotta da 20th Television, John Goldwyn Productions e The Littlefield Company.

### Casting
Insieme all'annuncio dello sviluppo, è stato anche annunciato Michael Keaton come protagonista. Nel settembre 2020 Peter Sarsgaard, Kaitlyn Dever, Will Poulter e John Hoogenakker si sono uniti al cast principale, con Phillipa Soo e Jake McDorman che si sono uniti in ruoli ricorrenti. Nell'ottobre 2020 Rosario Dawson è stata scelta come personaggio regolare mentre Ray McKinnon è stato scelto per un ruolo ricorrente. Nel novembre 2020 Cleopatra Coleman si è unita al cast in un ruolo ricorrente. Nel dicembre 2020 Michael Stuhlbarg è stato scelto come personaggio regolare. Nel gennaio 2021 Jaime Ray Newman, Andrea Frankle e Will Chase si sono uniti al cast in ruoli ricorrenti. Nel marzo 2021 Rebecca Wisocky e Meagen Fay sono state scritturate in ruoli ricorrenti. Nell'aprile 2021 Trevor Long si è unito al cast della serie in veste ricorrente.

### Riprese
Le riprese sono iniziate nel dicembre 2020 in Virginia e sono continuate fino a maggio del 2021.

## Distribuzione
Dopesick è stata distribuita su Hulu a partire dal 13 ottobre 2021. In Italia è disponibile su Disney+ come Star Original dal 12 novembre 2021.

## Accoglienza

### Critica
Sull'aggregatore di recensioni Rotten Tomatoes ha un indice di gradimento del 88% con un voto medio di 7,6 su 10, basato su 67 recensioni. Su Metacritic ha un voto di 68 su 100, basato su 25 recensioni.

## Riconoscimenti
- 2022 - Golden Globe
  - Miglior attore in una mini-serie o film per la televisione a Michael Keaton
  - Candidatura per la miglior miniserie o film per la televisione
  - Candidatura per la miglior attrice in una mini-serie o film per la televisione a Kaitlyn Dever
- 2022 - Screen Actors Guild Award
  - Miglior attore in una miniserie o film televisivo a Michael Keaton
- 2022 - Premio Emmy
  - Miglior attore in una miniserie, serie antologica o film TV a Michael Keaton
  - Candidatura per la miglior miniserie
  - Candidatura per il miglior attore non protagonista in una miniserie, serie antologica o film TV a Will Poulter
  - Candidatura per il miglior attore non protagonista in una miniserie, serie antologica o film TV a Peter Sarsgaard
  - Candidatura per la miglior attrice in una miniserie, serie antologica o film TV a Kaitlyn Dever
  - Candidatura per la miglior attrice in una miniserie, serie antologica o film TV a Mare Winningham
  - Candidatura per la miglior regia in una miniserie, serie antologica o film TV a Danny Strong per l'episodio: Il popolo contro Purdue Pharma
  - Candidatura per la miglior sceneggiatura in una miniserie, serie antologica o film TV a Danny Strong per l'episodio: Il popolo contro Purdue Pharma